# Vladimir Zagorec
Vladimir Zagorec (Zagreb, 22. studenog 1963.), umirovljeni general Hrvatske vojske.
Vladimir Zagorec je do Domovinskog rata bio pomoćni geodet i suvlasnik prodavaonice s lovačkim oružjem u Velikoj Gorici, streloviti uspon započeo je kao vozač generala Ivana Čermaka, a taj poziv brzo je zamijenio šefovom foteljom, navodno zato što mu je nabavio kamion metaka. 1993. godine kao pomoćnik ministra obrane postaje i prvi šef tvrtke RH Alan, čija osnovna fukncija je bila kupoprodaja oružja za vrijeme embarga na njegov uvoz u Republiku Hrvatsku. U to vrijeme Zagorec je sudjelovao u brojnim poslovima milijunske vrijednosti, te u njima često imao ključnu ulogu, jer se bez njegova potpisa brojne takve transakcije najčešće nisu mogle završiti. Zagorec je dužnost šefa RH Alana obnašao do promjene vlasti 2000. godine. 
Nakon odlaska s te funkcije, Zagorec je napustio Hrvatsku i nastanio se u Beču. Prema tvrdnjama njegovog poslovnog partnera Romana Bindera, Zagorec radi za neke austrijske tvrtke, investicijske fondove i banke, te za njih u Hrvatskoj pronalazi unosne projekte. Magazin Nacional je u ožujku 2006., pišući o 50 najbogatijih Hrvata, Zagorca stavio na 44. mjesto s 26 milijuna eura osobnog bogatstva.
2004. godine Vladimir Zagorec ponovno dolazi u centar pažnje javnosti, i to zbog situacije u kojoj je otet njegov, tada sedamnestogodišnji sin. Nakon četiri dana sin je oslobođen a policijska istraga uputila je na Hrvoja Petrača, bivšeg prijatelja, koji je za to djelo 2006. godine nepravomoćno osuđen na 6 godina zatvora. No upravo na tom suđenju, Hrvoje Petrač optužuje Zagorca kao ratnog profitera: izravno ga je optužio da je otuđio drago kamenje koje je bilo namijenjeno za obranu Hrvatske. Radi se o dijamantima koje je u ratnim godinama u Ministarstvo obrane donio trgovac oružjem kao zalog za akontaciju od pet milijuna dolara što mu je MORH isplatio za nabavu raketnog sustava S-300. Dijamanti su bili pohranjeni u sefu MORH-a, ali nikada nisu službeno zavedeni, a nestali su nakon što je Zagorac predao dužnost u MORH-u
U veljači 2007. godine, zagrebačko Županijsko državno odvjetništvo protiv generala Vladimira Zagorca podnijelo je zahtjev za pokretanje istrage. Policija je podnijela kaznenu prijavu protiv Zagorca, u kojoj ga kao bivšeg pomoćnika ministra obrane ovlaštenog za raspolaganje sredstvima za kupnju oružja i opreme za obranu tereti, da je zloupotrijebio položaj i otuđio znatnu količinu dragog kamenja. S obzirom na to da se Zagorec nije pojavio na istražnom ročištu na zagrebačkom sudu, za njim je raspisana međunarodna tjeralica. Na osnovi te tjeralice, Zagorec je uhićen u Beču, 13. veljače 2007. godine. Tri dana je proveo u Bečkom istražnom zatvoru, te je pušten uz jamčevinu od milijun eura, kako bi se branio sa slobode. Zagorec se na saslušanju izjasnio protiv izručenja Republici Hrvatskoj.
U rujnu 2007. godine general Vladimir Zagorec pokreće tužbu protiv predsjednika RH Stjepana Mesića za klevetu izrečenu na njegov račun. Stjepan Mesić je, naime, po mišljenju Zagorca, u jednoj svojoj izjavi implicirao da je pravi Zagorčev otac zapravo prvi predsjednik RH Franjo Tuđman.
Iako u vrijeme Domovinskog rata, a ni poslije, nije proveo niti dana na bojišnici, Vladimir Zagorec je, kada se osim odličja pribroje i prateće vojne medalje i spomenice, najodlikovaniji hrvatski građanin. Međutim, u ožujku 2009. godine Stjepan Mesić oduzima osam odlikovanja i jednu medalju Vladimir Zagorcu zbog zlouporabe položaja i ovlasti.

Popis odličja:
- Red Kneza Domagoja (oduzet)
- Red Nikole Šubića Zrinskog (oduzet)
- Red Bana Jelačića (oduzet)
- Red Hrvatskog tropletera (oduzet)
- 26. svibnja 1994. Spomenica Domovinskog rata 1990. – 1992.
- 26. svibnja 1994. Spomenica Domovinske zahvalnosti
- 28. rujna 1995. - Medalja za sudjelovanje u operaciji "Bljesak"
- 28. rujna 1995. - Medalja za sudjelovanje u operaciji "Oluja"
- 28. rujna 1995. - Medalja za sudjelovanje u operaciji "Ljeto 95"
- 28. studenog 1995. - Medalja za iznimne pothvate (oduzeta)
- 12. ožujka 1996. Red hrvatskog trolista (oduzet)
- 27. svibnja 1996. Red Danice Hrvatske s likom Blaža Lorkovića (oduzet)
- 24. prosinca 1996. Red Ante Starčevića (oduzet)
- 22. rujna 1997. - Spomenice (oduzete)